# François Beaulieu (acteur)
Pour les articles homonymes, voir Beaulieu et François Beaulieu.
François Beaulieu est un acteur français, sociétaire honoraire de la Comédie-Française.

## Biographie
Après des études secondaires classiques, François Beaulieu approfondit sa passion pour les arts plastiques à l’École nationale supérieure des arts appliqués. Puis, dans un esprit d’ouverture à toutes les formes d’art, il vient au théâtre comme moyen direct de transmission et de partage.
Les premiers prix du Conservatoire national d’art dramatique de Paris lui ouvrent les portes de la Comédie-Française le 1er janvier 1968. Il en devient sociétaire le 1er janvier 1973 jusqu’en 2003, date à laquelle il sera nommé sociétaire honoraire ; il exercera dans cette Maison un art nourri de travail, de réflexion, de curiosité, d’expérience et d’enthousiasme. Il est, par ailleurs, officier des Arts et Lettres et chevalier de l’Ordre du mérite.
Sur les planches, il interprète les plus grands rôles dans un souci d’éclectisme exigeant et d’ouverture à tous les types de théâtre. Du répertoire classique au répertoire contemporain, il sert avec la même passion comédie, tragédie, avant-garde, poésie et chanson à travers des œuvres françaises et étrangères.
Il travaille avec les plus grands metteurs en scène français et internationaux. François Beaulieu exerce lui-même ses talents de metteur en scène à la Comédie-Française, en Italie et en Allemagne. S’il est recherché pour ses qualités d’acteur, il l’est aussi pour sa culture, son humanité et son enseignement.

## Films et téléfilms
Quelques rôles :
Il était le Ruy Blas dans le film de Raymond Rouleau, Ruy Blas d'après Victor Hugo. Dans le téléfilm la Guerre des trois Henri de Marcel Cravenne en 1978, il interprétait Henri de Guise. Dans le feuilleton le Chef de famille de Nina Companeez, il joue le rôle de Mathieu Pasquier aux côtés d'Edwige Feuillère et Fanny Ardant.
Pierre Badel l'engagea aux côtes de Michel Duchaussoy pour son film Tartuffe de Molière.

## Théâtre
Comédien
- 1965 : Bérénice de Jean Racine, mise en scène Jacques Sereys, Théâtre de l'Ambigu
- 1968 : Ruy Blas de Victor Hugo, mise en scène Raymond Rouleau, Comédie-Française
- 1968 : Athalie de Racine, mise en scène Maurice Escande, Comédie-Française
- 1969 : Un imbécile de Luigi Pirandello, mise en scène François Chaumette, Comédie-Française
- 1969 : Polyeucte  de Corneille, mise en scène Michel Bernardy, Comédie-Française
- 1969 : Le Pain dur de Paul Claudel, mise en scène Jean-Marie Serreau, Comédie-Française
- 1970 : Malatesta de Henry de Montherlant, mise en scène Pierre Dux, Comédie-Française
- 1971 : Un imbécile de Luigi Pirandello, mise en scène François Chaumette, Comédie-Française
- 1971 : Ruy Blas de Victor Hugo, mise en scène Raymond Rouleau, Comédie-Française au Théâtre national de l'Odéon
- 1971 : Becket ou l'Honneur de Dieu de Jean Anouilh, mise en scène de l'auteur et Roland Piétri, Comédie-Française
- 1972 : Richard III de William Shakespeare, mise en scène Terry Hands, Comédie-Française Festival d'Avignon
- 1972 : Œdipe roi, Œdipe à Colone de Sophocle, mise en scène Jean-Paul Roussillon, Comédie-Française Festival d'Avignon
- 1973 : Le Médecin volant de Molière, mise en scène Francis Perrin, Comédie-Française
- 1973 : Tartuffe de Molière, mise en scène Jacques Charon, Comédie-Française
- 1973 : Athalie de Racine, mise en scène Maurice Escande, Comédie-Française
- 1974 : Périclès de William Shakespeare, mise en scène Terry Hands, Comédie-Française
- 1974 : Polyeucte de Corneille, mise en scène Michel Bernardy, Comédie-Française au Théâtre des Champs-Élysées
- 1974 : Hernani de Victor Hugo, mise en scène Robert Hossein, Comédie-Française
- 1975 : Dialogues avec Leuco de Cesare Pavese, mise en scène Antoine Bourseiller, Comédie-Française au Petit Odéon
- 1975 : La guerre de Troie n'aura pas lieu de Jean Giraudoux, mise en scène Jacques Mauclair, Théâtre des Célestins
- 1976 : La Nuit des rois de William Shakespeare, mise en scène Terry Hands, Comédie-Française au Théâtre de l'Odéon
- 1977 : Le Mariage de Figaro de Beaumarchais, mise en scène Jacques Rosner, Comédie-Française
- 1977 : Le Cid de Corneille, mise en scène Terry Hands, Comédie-Française
- 1978 : La Trilogie de la villégiature de Carlo Goldoni, mise en scène Giorgio Strehler, Comédie-Française au Théâtre national de l'Odéon
- 1979 : La Trilogie de la villégiature de Carlo Goldoni, mise en scène Giorgio Strehler, Comédie-Française au Théâtre national de l'Odéon
- 1979 : Ruy Blas de Victor Hugo, mise en scène Jacques Destoop, Comédie-Française
- 1981 : Détruire l'image de Louise Doutreligne, mise en scène Jean-Louis Jacopin, Petit Odéon
- 1983 : Les Sables mouvants de Jacques-Pierre Amette, mise en scène Jean-Louis Jacopin, Comédie-Française au Petit Odéon
- 1984 : Le Suicidé de Nikolaï Erdman, mise en scène Jean-Pierre Vincent, Comédie-Française au Théâtre national de l'Odéon
- 1986 : Six personnages en quête d'auteur de Luigi Pirandello, mise en scène Jean-Pierre Vincent, Comédie-Française au Théâtre national de l'Odéon
- 1987 : Esther de Racine, mise en scène Françoise Seigner, Comédie-Française au Théâtre de l'Odéon, Théâtre de la Porte-Saint-Martin
- 1987 : Un pour la route d'Harold Pinter, mise en scène Bernard Murat, Comédie-Française au Festival d'Avignon
- 1989 : La Vie de Galilée de Bertolt Brecht, mise en scène Antoine Vitez, Comédie-Française
- 1989 : Le Misanthrope de Molière, mise en scène Simon Eine
- 1991 : Un mari d'Italo Svevo, mise en scène Jacques Lassalle, Comédie-Française au Théâtre national de la Colline
- 1992 : Antigone de Sophocle, mise en scène Otomar Krejča, Comédie-Française Salle Richelieu
- 1995 : Occupe-toi d'Amélie de Georges Feydeau, mise en scène Roger Planchon, Comédie-Française Salle Richelieu
- 1995 : Le Misanthrope de Molière, mise en scène Simon Eine, Comédie-Française
- 1995 : Phèdre de Racine, mise en scène Anne Delbée, Comédie-Française
- 1998 : Suréna de Corneille, mise en scène Anne Delbée, Théâtre du Vieux-Colombier
- 1999 : La Seconde Madame Tanqueray d'après Arthur Wing Pinero, mise en scène Sandrine Anglade, Musée d'Orsay
- 1999 : Le Chant de la baleine d'Yves Lebeau, mise en scène Jacques Rosner, Théâtre du Vieux-Colombier

Metteur en scène
- 1980 : Les Caprices de Marianne d'Alfred de Musset, Comédie-Française